# بارستو (کالیفرنیا)
بارستو (به انگلیسی: Barstow) شهری در شهرستان سن برناردینو، کالیفرنیا ایالت کالیفرنیا است که در سرشماری سال ۲۰۱۰ میلادی، ۲۲۶۳۹ نفر جمعیت داشته‌است.